# Паланкин

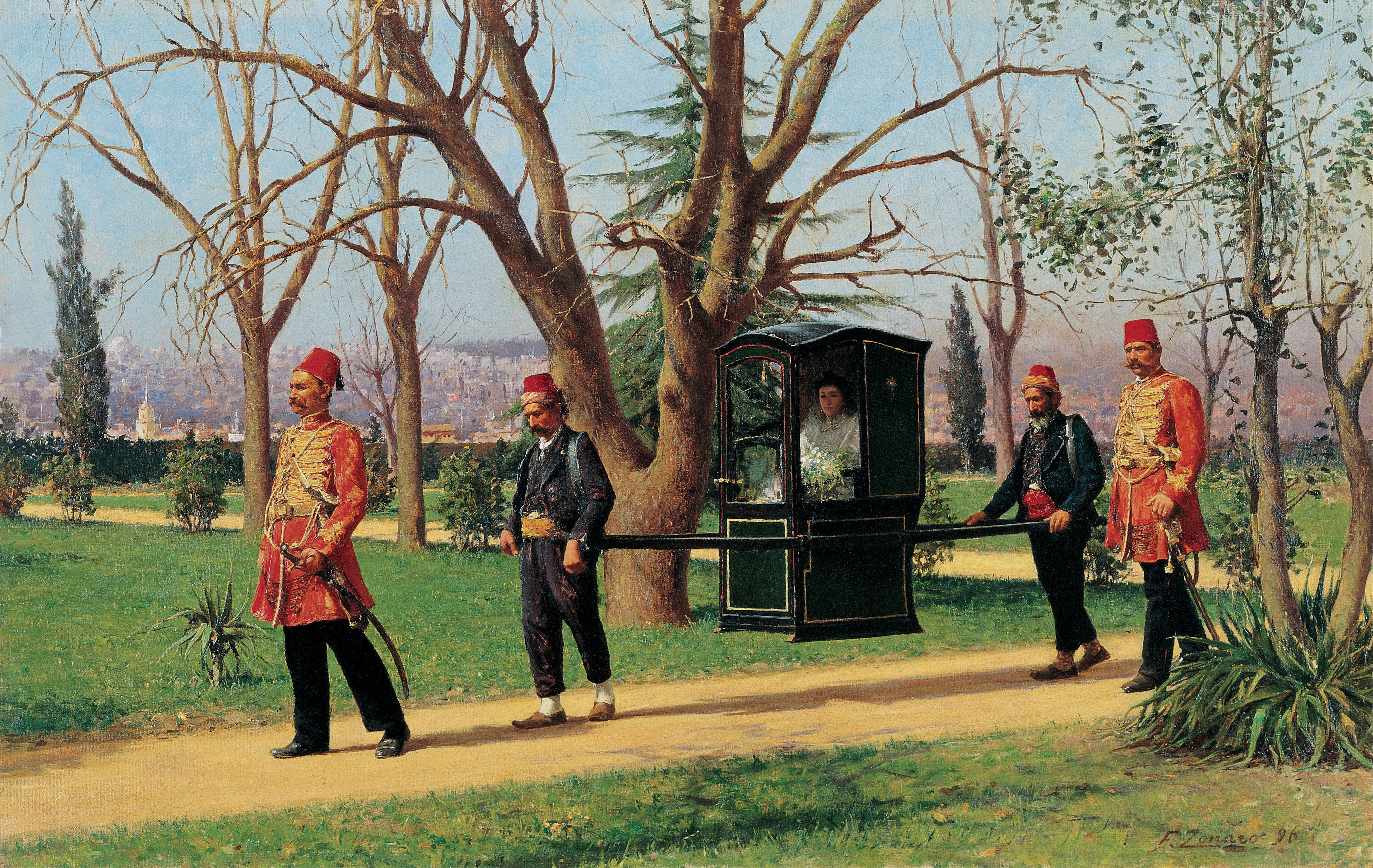
Фаусто Зонаро. Дочь английского посла в паланкине. Конец XIX века, Османская империя. Паланкин типa седан

Паланки́н (нем. Palankin, от санскр. paryanka — постель, ложе) — крытые носилки, средство передвижения, кресла или кузов, (обычно) на двух жердях.
Средство передвижения в виде укреплённого на длинных шестах крытого кресла или ложа, переносимого носильщиками. С XIX века стал редкостью, однако такой покрытый подвижный стул использовался как особая форма транспорта в течение многих столетий, особенно в культурах, где женщины были изолированы от общества вне их домов. В литературе в описаниях быта западноевропейского города XVIII века этот вид городского транспорта именуется портшезом.

## Китайские свадебные обычаи

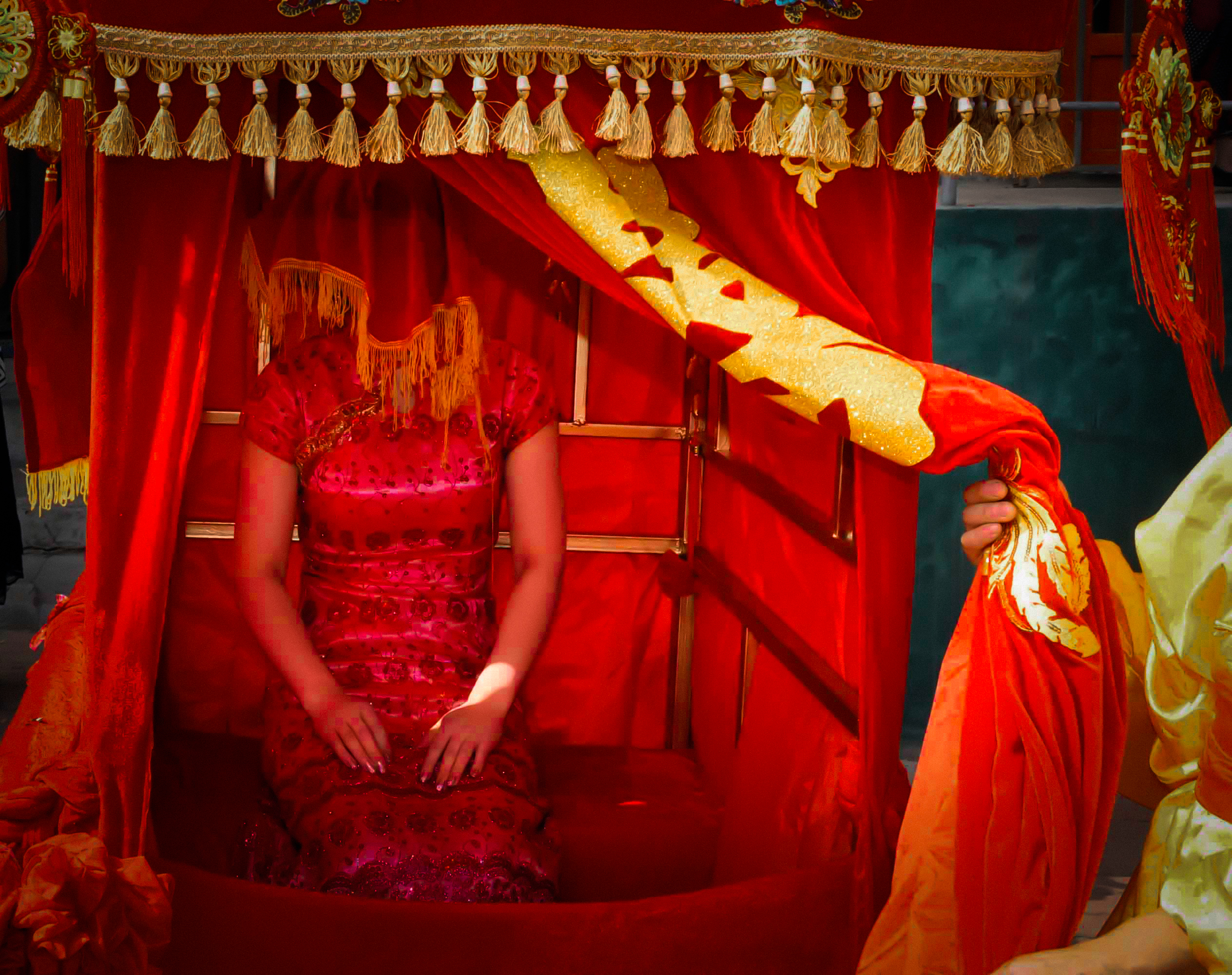
Китайская невеста прибывает на свадебную церемонию в паланкине

В Китае в день свадьбы невеста с самого утра наряжалась для церемонии переезда в дом своего будущего мужа. Она прощалась с родителями и другими родственниками. Обычай запрещал невесте есть перед свадьбой. Жених же в эти утренние часы съедал полную чашку мяса — знак достатка в будущей семье, и тоже начинал одеваться к свадьбе. Тем временем люди жениха в сопровождении музыкантов и слуг отправлялись за невестой, неся для неё красный свадебный паланкин, разукрашенный различными счастливыми символами. Нередко в паланкин сажали мальчика, что должно было обеспечить появление мужского потомства.
Обычно представители семьи невесты дожидались гостей (посланцев жениха) где-нибудь на дороге, обменивались с ними ритуальными визитными карточками жениха и невесты, приглашали их в свой дом и устраивали в их честь небольшой пир. Гости преподносили подарки для невесты — деньги, отрезы ткани и так далее. Отец невесты в свою очередь одаривал гостей, а носильщикам паланкина давал чаевые. В назначенный гадателем час один из родственников новобрачной, чаще всего муж старшей сестры, переносил сидящую на стуле невесту в паланкин, который предварительно вносили в главный зал дома. Древний обычай строго запрещал невесте идти в эту минуту по земле, она не должна была принести грязь в дом жениха.

## Галерея

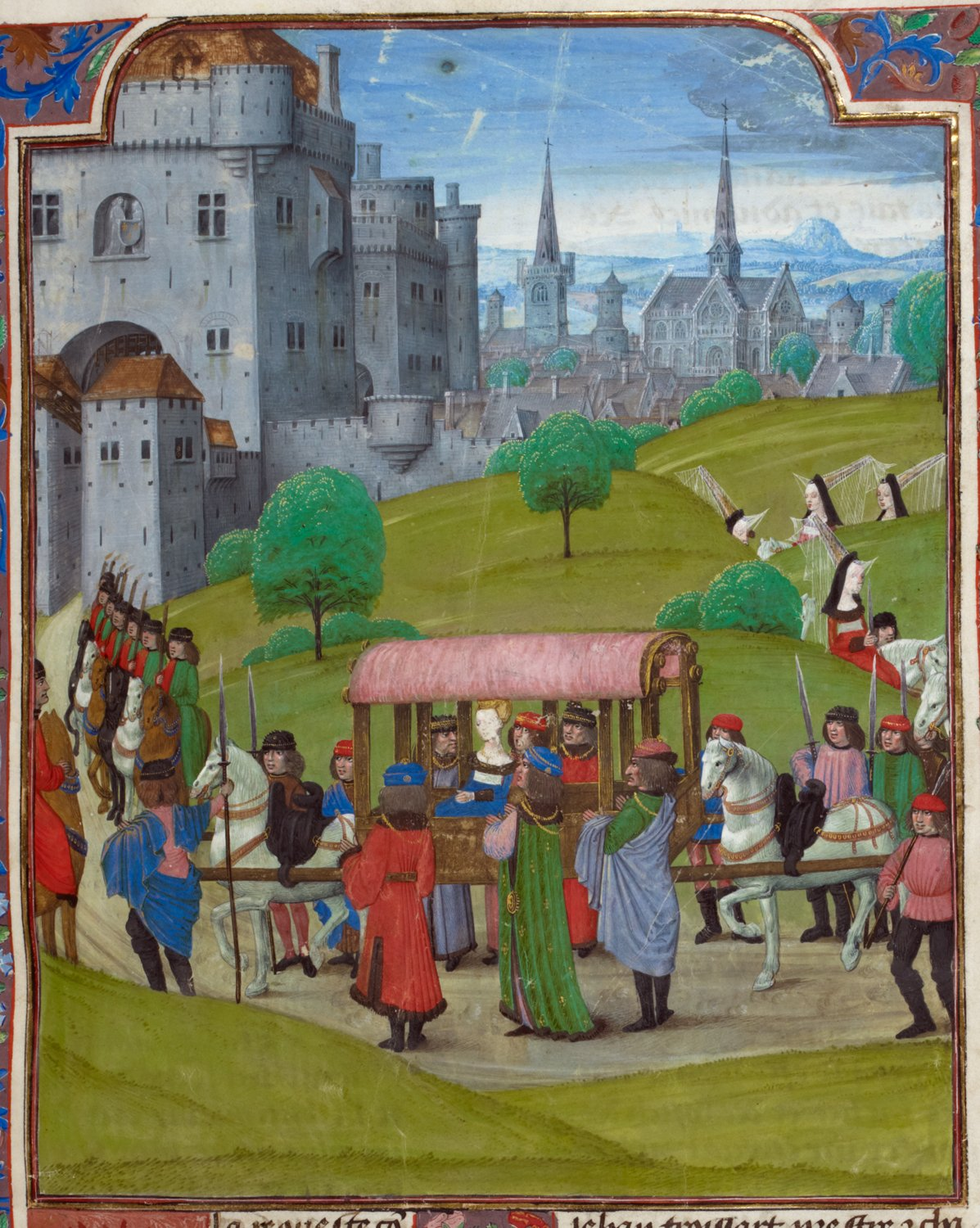
Вступление Изабеллы Баварской в Париж. Миниатюра из «Хроник» Фруассара, 1389
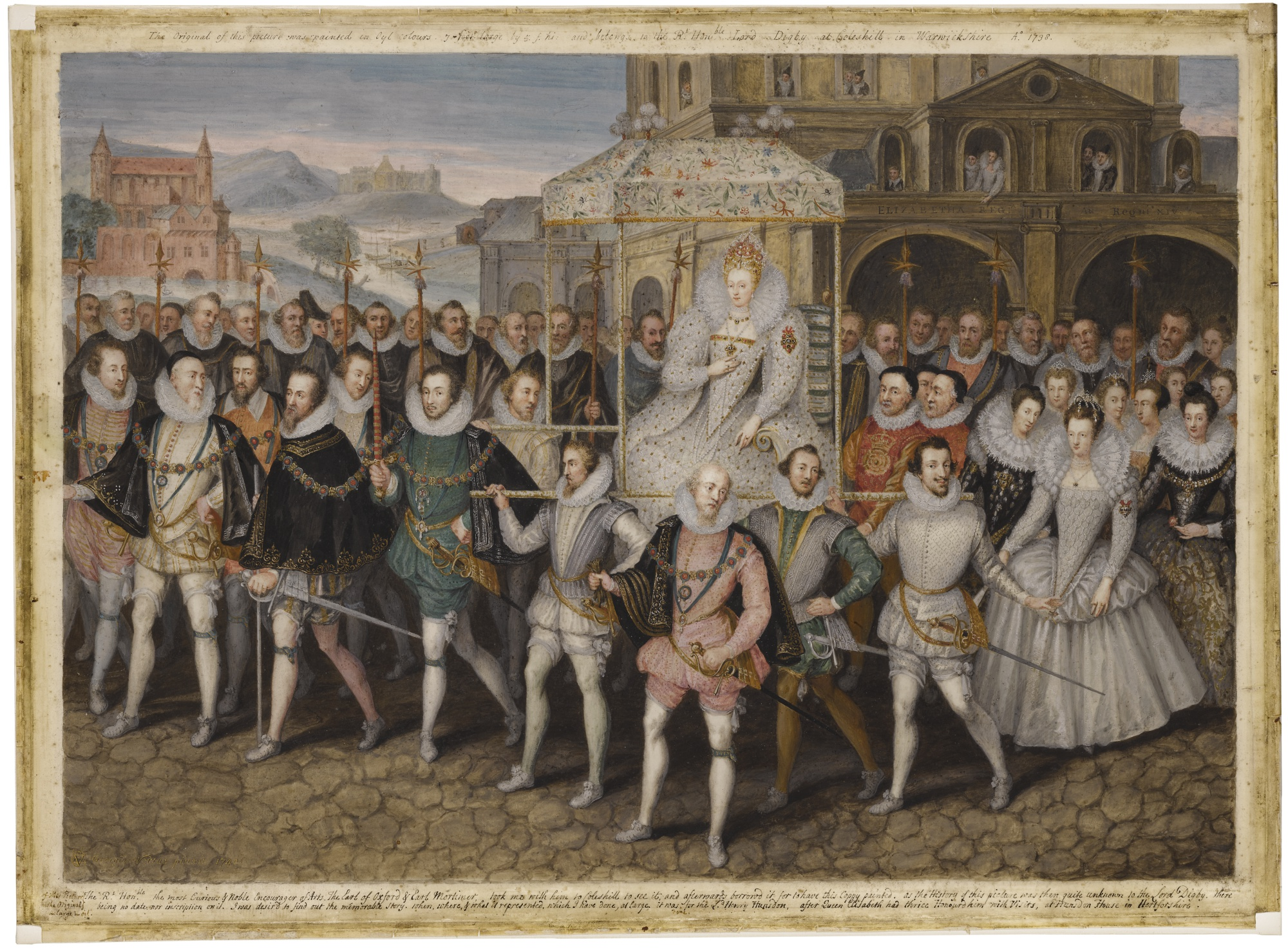
Прогулка Елизаветы I с придворными. Роберт Пик, 1600
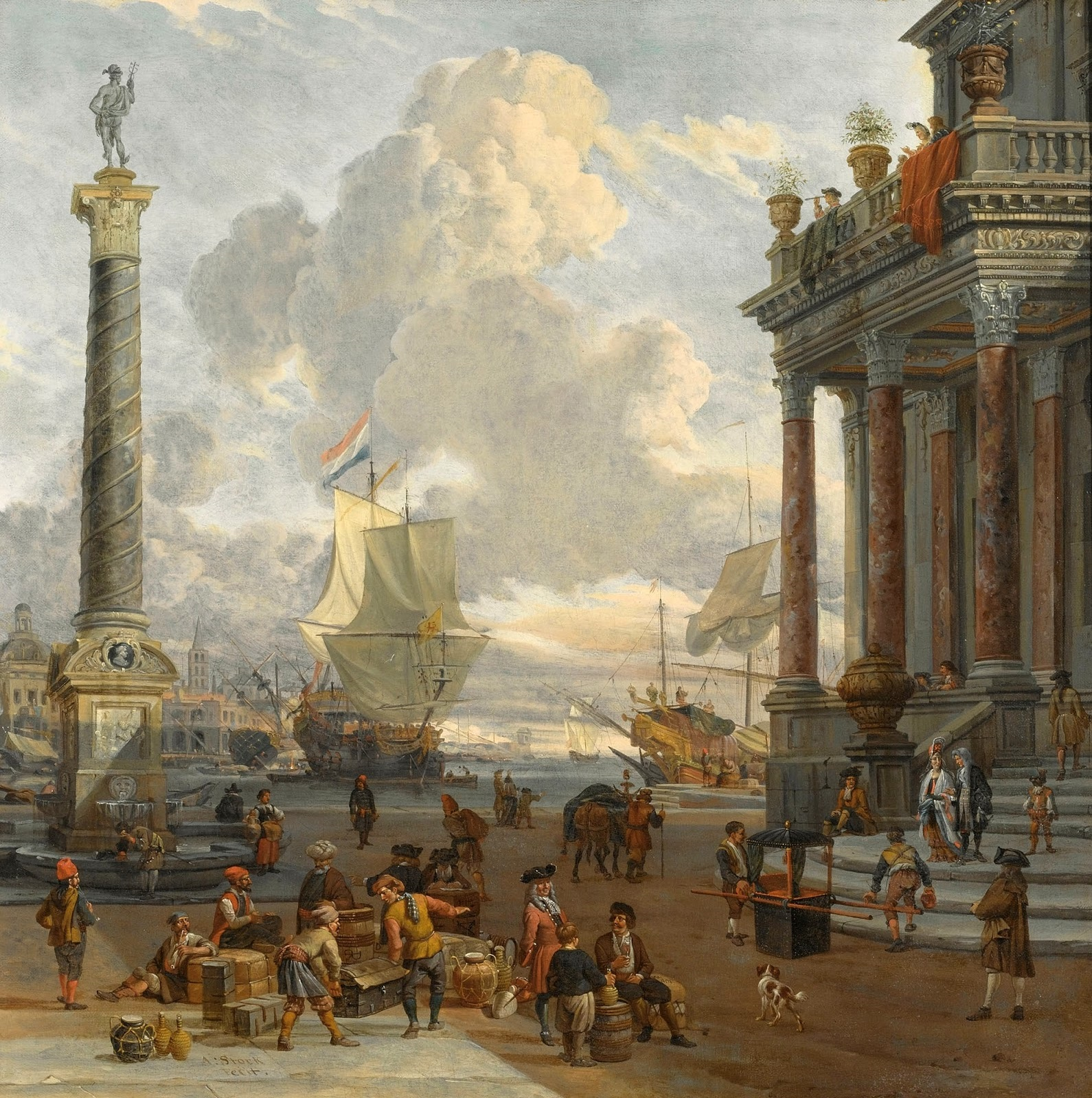
Сцена в морском порту. Абрахам Сторк, до 1708
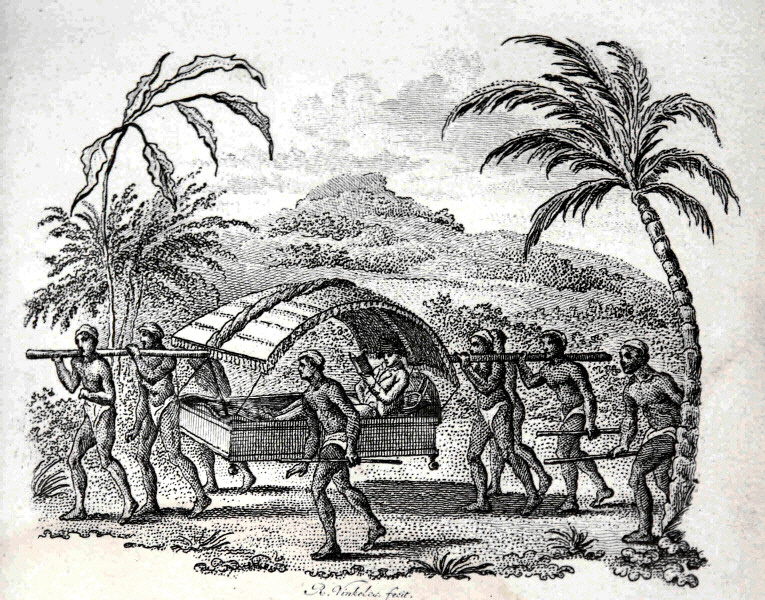
Паланкин XVIII века
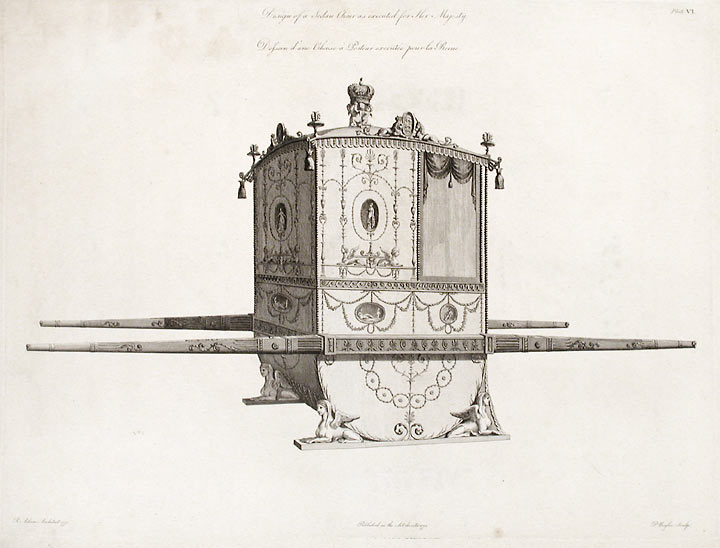
Паланкин 1775 года
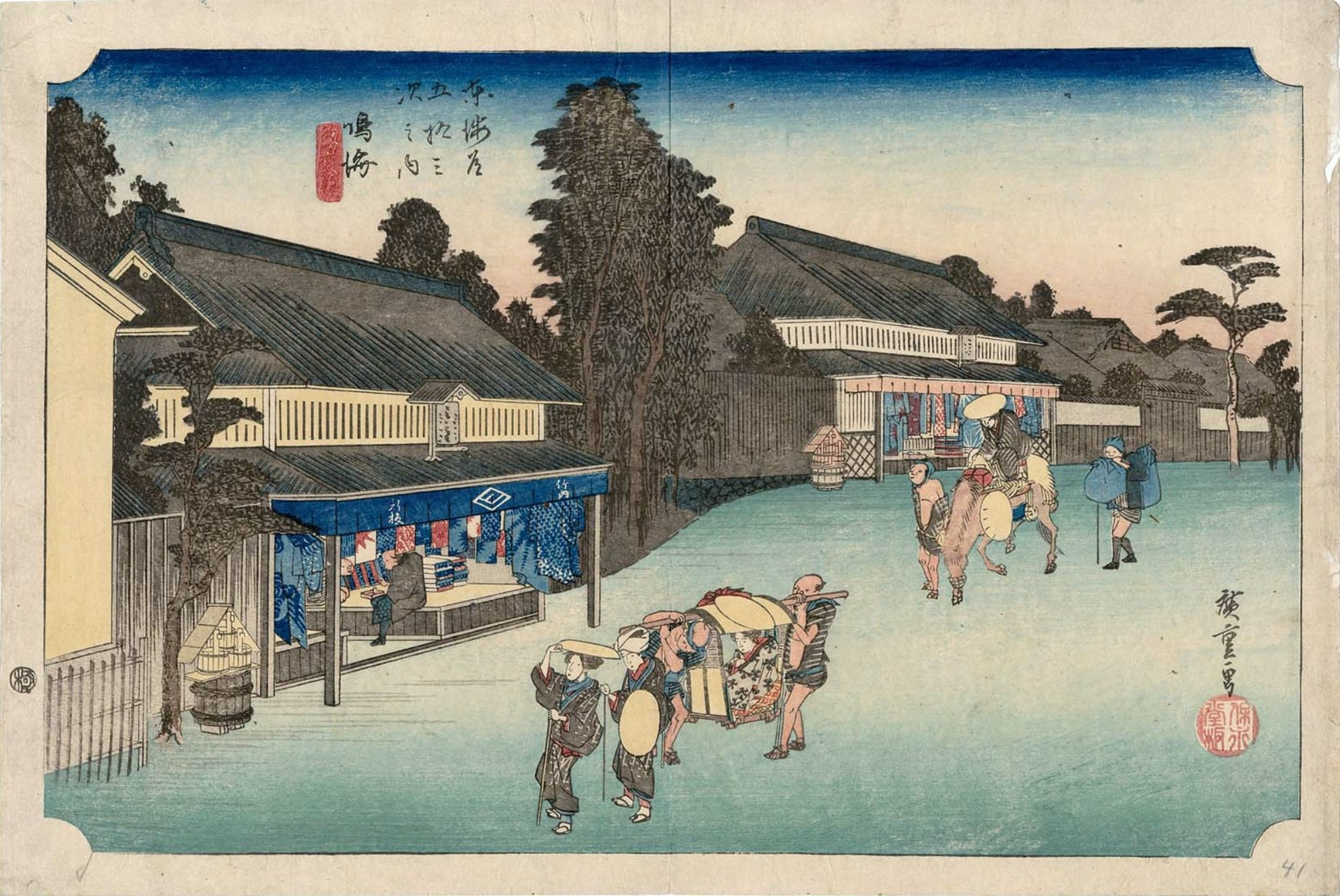
Сцена на улице японского города. Утогава Хирошигэ, между 1833 и 1835
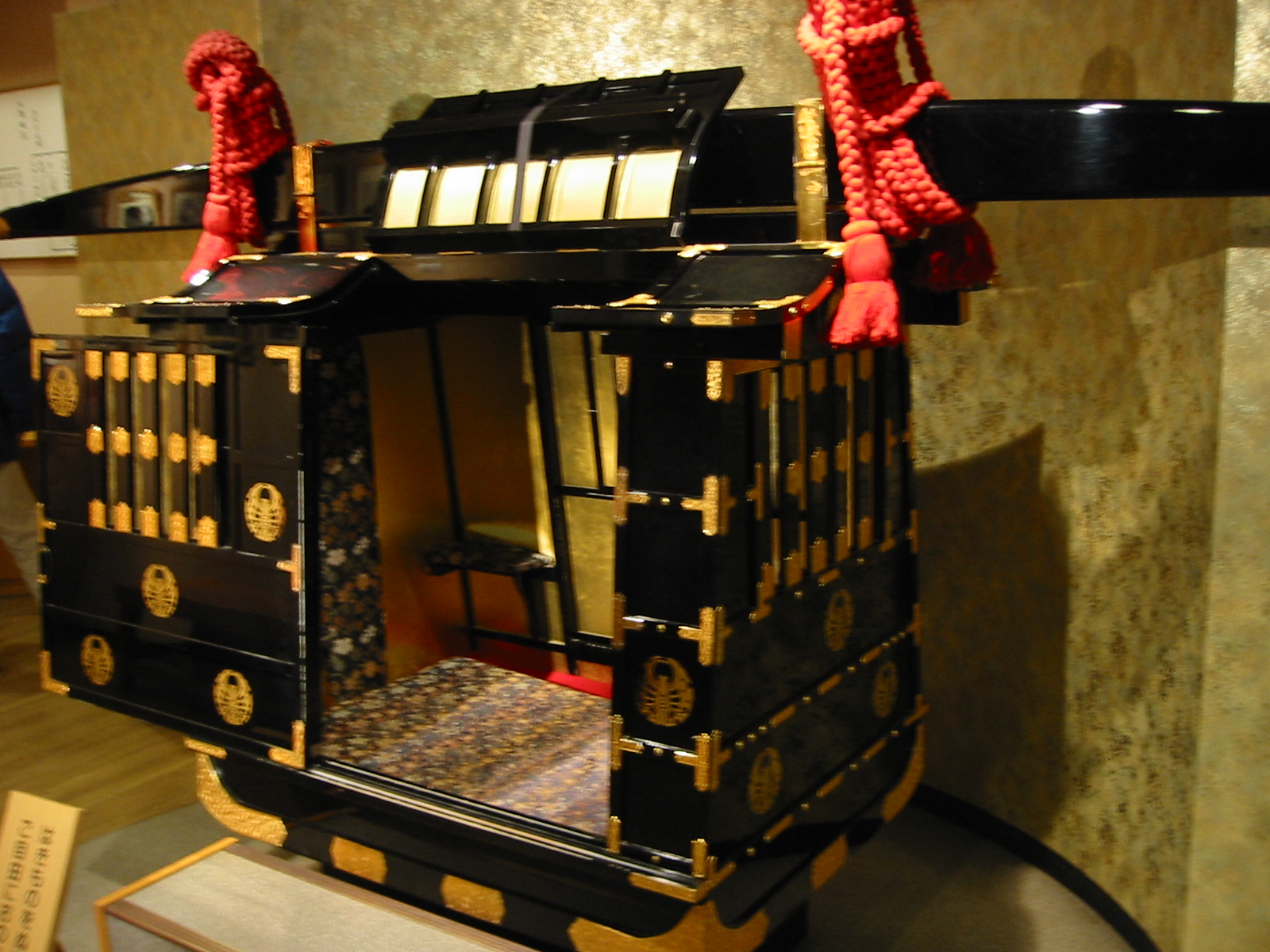
Паланкин, Япония
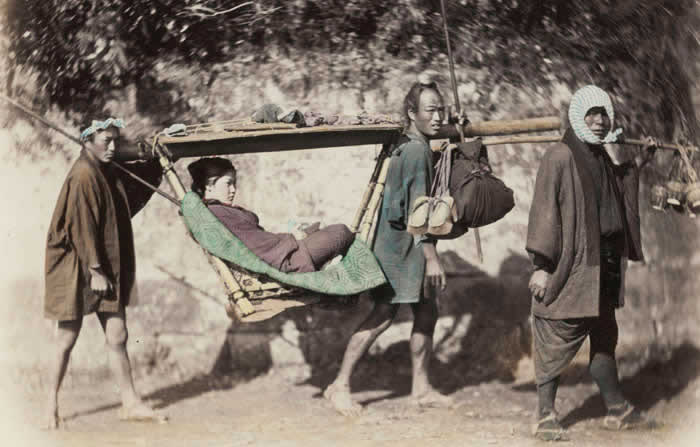
Паланкин. Япония, 1870
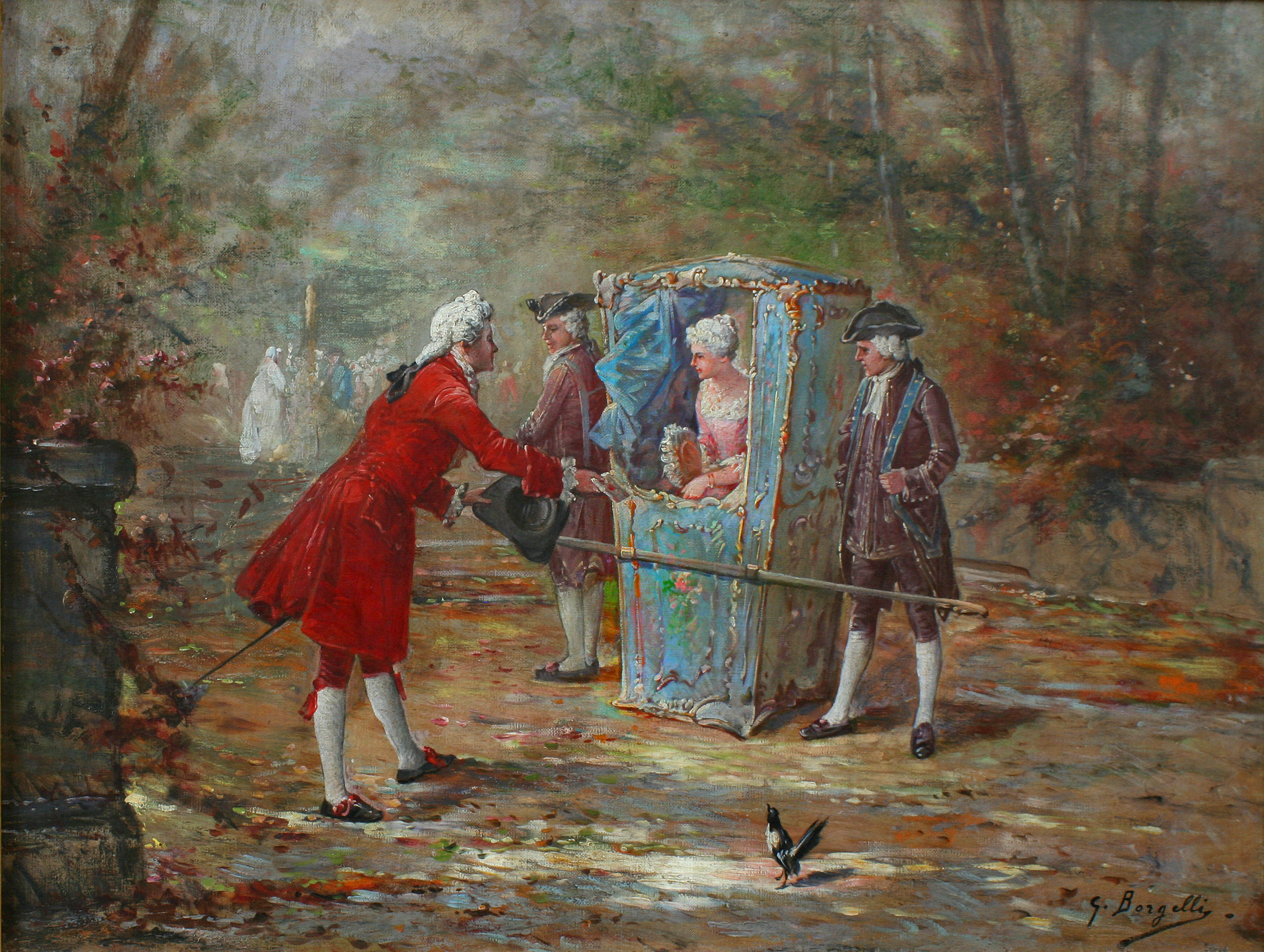
Сцена эпохи рококо. Г. Борджелли, конец XIX века